# Nikël
Nikël là một xã trong quận Krujë thuộc hạt Durrës, Albania. Dân số năm 2005 là 9236 người.